# 蒂羅爾州聖約翰
蒂羅爾州聖約翰（德語：St. Johann in Tirol）是一座奧地利的城鎮，位於該國西部，由蒂罗尔州負責管轄。面積59.15平方公里，海拔高度659米。該地區自公元前4世紀有人類居住，2012年的人口為8,734。

## 外部連結
- Statistik Austria/Marktgemeinde St. Johann in Tirol （页面存档备份，存于）
- Map of Tyrol （页面存档备份，存于）
- Town Plan
- Digital Town Plan
- Tourist Board （页面存档备份，存于）
- St. Johann in Tirol Gigapixel Panorama (11.300 Megapixel) （页面存档备份，存于）